# Flower Hill
Flower Hill es una villa ubicada en el condado de Nassau en el estado estadounidense de Nueva York. En el año 2000 tenía una población de 4.508 habitantes y una densidad poblacional de 1.077,3 personas por km². Flower Hill se encuentra dentro del pueblo de North Hempstead.

## Historia
La villa se incorporada en el 27 de abril de 1931. Su padre fundador fue Carlos W. Munson, un magnate del envío. Los lugareños incorporaron a la comunidad para retener el control local de los impuestos y mantener la autonomía.

## Geografía
Flower Hill se encuentra ubicada en las coordenadas 40°48′21″N 73°40′29″O / 40.80583, -73.67472. Según la Oficina del Censo, la ciudad tiene un área total de 4,2 km² (1,6 mi²), de la cual 4,2 km² (1,6 mi²) es tierra y 0 km² (0 mi²) (0%) es agua.

## Demografía
Según la Oficina del Censo en 2000 los ingresos medios por hogar en la localidad eran de $121,999, y los ingresos medios por familia eran $133,075. Los hombres tenían unos ingresos medios de $100,000 frente a los $49,688 para las mujeres. La renta per cápita para la localidad era de $64,997. Alrededor del 2.9% de la población estaban por debajo del umbral de pobreza.